# موریل اندرسون
موریل اندرسون (زاده ۱۷ ژوئن ۱۹۶۰) یک گیتاریست فینگراستایل آمریکایی و نوازنده گیتار چنگ است که در ژانرهای بسیاری می‌نوازد. او اولین زنی است که برنده مسابقات قهرمانی ملی گیتار انگشت برداری شده است.
موریل اندرسون در داونرز گروو، ایلینوی متولد شد و اصالتاً فنلاندی است: پدربزرگ و مادربزرگ او از فنلاند به ایالات متحده مهاجرت کردند. پدربزرگش در گروه جان فیلیپ سوزا ساکسیفون می‌نواخت.

## آهنگ‌شناسی
- ... تازه شروع شده (روتاری، ۱۹۷۸)
- دوئت با ژان فلیکس لالان (نادر، ۱۹۹۵)
- کلاسیک جدید برای گیتار و ویولن سل (دره سرگرمی، ۲۰۰۳)
- جواهرات تراش نخورده با فیل کیگی، استنلی جردن (CGD Music، ۲۰۰۳)
- زادگاه زنده (CGD، ۲۰۰۴)
- گربه وحشی (Heartstrings Attached Music، ۲۰۰۵)
- فلامنکو دنیای جدید با تیرا نگرا (۲۰۰۹)
- گیتارهای هارپ زیر ستارگان با جان دوان (CGD، ۲۰۱۰)
- آریوسو از پاریس (CGD، ۲۰۱۲)
- نور روز نور شب (CGD، ۲۰۱۴)
- نور روز نور شب (CGD، ۲۰۱۴)
- سرآشپز آکوستیک (CGD، ۲۰۲۰)

## کتاب‌ها
- صورت فلکی آکورد (مفاهیم خلاق، ۱۹۹۰)
- کتاب تنظیم‌های گیتار ساختمانی /سی دی (هال لئونارد، ۱۹۹۴)
- همه آکوردها در همه موقعیت‌ها (هال لئونارد، ۱۹۹۶)
- زنده یاد موریل اندرسون زادگاه (مل بی، ۱۹۹۸)
- همه مقیاس‌ها در همه موقعیت‌ها (هال لئونارد، ۲۰۰۰)
- کتاب آهنگ زنده زادگاه (Zen-On، ۲۰۰۰)
- آثار گیتار منتخب (Zen-On، ۲۰۰۰)
- سرآشپز آکوستیک (CGD، ۲۰۲۰)

کتاب‌های تألیفی
- کتاب آهنگ/سی دی برندگان Winfield (جان آگوست/مل بی، ۱۹۹۵)
- پرتره‌های کتاب آهنگ کریسمس / سی دی (جان آگوست/مل بی، ۱۹۹۶)
- بلوز ۲۰۰۰ (مل بی، ۲۰۰۰)
- تکنوازی گیتار سبک انگشتی (مل بی، ۲۰۰۰)
- به یاد مارسل (مل بی، ۲۰۰۱)